# Astrilde
Astrilde ist die populäre Bezeichnung für die Vertreter der artenreichsten Gattung afrikanischer Prachtfinken, der Estrilda. Einige Arten spielen in der Ziervogelpflege eine große Rolle.

## Beschreibung
Astrilde sind kleine Prachtfinken. Die meisten erreichen eine Körperlänge von zehn bis zwölf Zentimetern. Viele weisen ein Körpergefieder auf, das partiell eine feine Querwellung zeigt. Auffallend ist bei einigen Arten der siegelwachsrote Schnabel. Diese Astrilde haben sehr häufig auch einen roten Augenstreif. Bei den meisten Arten ist der Sexualdimorphismus nur geringfügig ausgeprägt.
Astrilde sind agile Vögel, deren Nahrung überwiegend aus Grassamen besteht. Sie sind in der Lage, auf dem Grashalm balancierend die Samen aus den Fruchtständen zu klauben. Die Verbreitungsgebiete der meisten Astrilde sind groß. Sie erstrecken sich bei den meisten Arten über ein Areal, das südlich der Sahara liegt. Sie fehlen lediglich im tropischen Regenwald. Nur der Schwarzzügelastrild, der Anambraastrild und der Jemenastrild haben verhältnismäßig kleine Vorkommensgebiete. Einige Arten besiedeln auch große Höhenlagen. Die Brutzeit variiert innerartlich je nach Verbreitungsgebiet. Bei mehreren Arten fällt sie in die zweite Hälfte der Regenzeit oder auf den Beginn der Trockenzeit. Die Nester sind häufig rundlich oder birnenförmig und verfügen zum Teil über sehr lange Eingangsröhren. Viele Arten errichten über dem eigentlichen Nest ein sogenanntes Hahnennest. Bei Wellenastrilden findet man in manchen Gebieten regelmäßig Hahnennester, die auf dem eigentlichen Kugelnest als zweites, halb überwölbtes Nest gebaut werden. Die Funktion dieses Hahnennests ist nicht abschließend geklärt; möglicherweise handelt es sich um eine Ablenkungsstrategie gegenüber Nestfeinden. Zu diesen gehören letztlich auch die Witwenvögel, die Brutparasiten einer Reihe von Prachtfinkenarten sind.

## Gefährdung

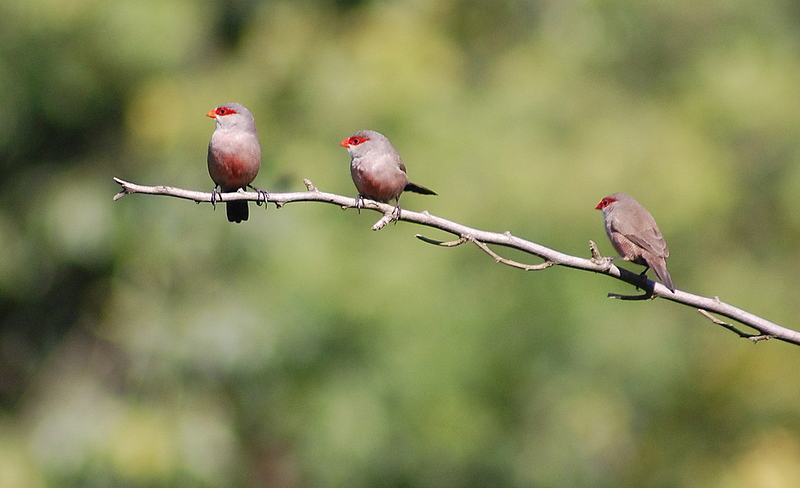
Wellenastrilde

Die meisten Arten werden von der IUCN als ungefährdet eingestuft. Sie haben in der Regel eine sehr weite Verbreitung, auch wenn einige Arten in den größten Teilen ihres Verbreitungsgebietes nur sporadisch vorkommen. Der Schwarzzügelastrild wurde seit 1950 nicht mehr gesichtet. Die IUCN führt ihn in der Kategorie „unzureichende Datenlage“ (data deficient), da weitere Studien notwendig sind, um seinen Status als valide Art, seinen Populationsstatus und seine Verbreitung zu klären. Der Anambraastrild hat ein sehr kleines Verbreitungsgebiet und die Populationszahl wird auf weniger als 1000 Individuen geschätzt. Deswegen wird diese Art von der IUCN als gefährdet eingestuft.

## Haltung
Astrilde spielen in der Ziervogelhaltung eine sehr unterschiedliche Rolle. Anambraastrild und Jemenastrild wurden vermutlich noch nie in menschlicher Obhut gepflegt. Orangebäckchen gehören gemeinsam mit dem Wellenastrild und dem Grauastrild zu den am häufigsten gehaltenen afrikanischen Prachtfinken. Die heute gehandelten Vögel sind immer noch überwiegend Wildfänge, da die Zahl der Nachzuchten die Nachfrage bei weitem nicht befriedigen kann.

Der Wellenastrild ist als Folge der Ziervogelhaltung in zahlreichen Regionen der Welt als Neozoon etabliert: auf St. Helena, Ascension, Mauritius, Réunion, Tahiti, den Seychellen, Hawaii und in Teilen von Brasilien. Die auf den Kapverdischen Inseln vorkommenden Wellenastrilde sollen Nachkommen von Individuen sein, die um 1865 von einem aus Angola kommenden Tiertransport entflohen sind. In Europa brüten Wellenastrilde seit 1964 in Spanien und Portugal. Diese Population auf der Iberischen Halbinsel wurde für das Jahr 1998 auf 20.000 bis 200.000 Individuen geschätzt. Wellenastrilde kommen außerdem auf den Inseln Madeira, Gran Canaria und den Azoren vor.

## Arten

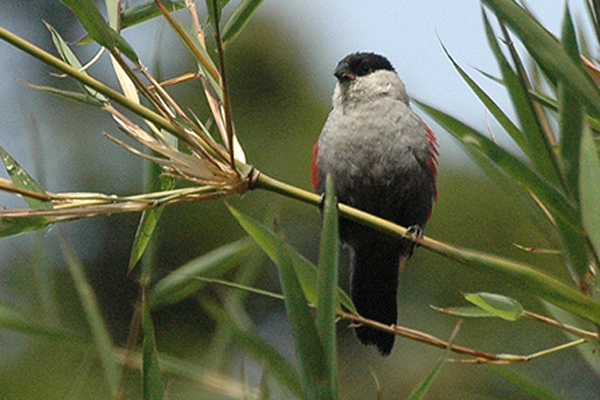
Kappenastrild

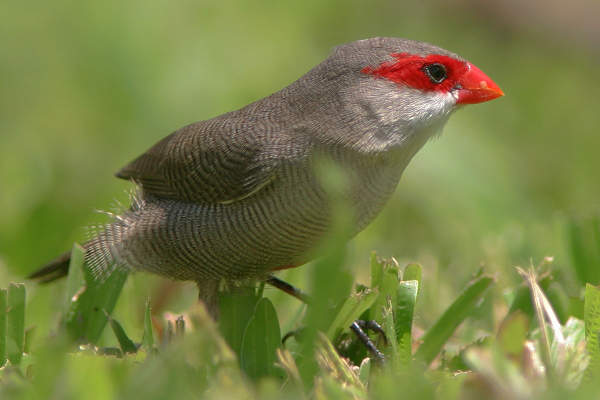
Wellenastrild

Die folgenden Arten  und Unterarten werden gegenwärtig zu der Gattung Estrilda gezählt:
- Wellenastrild (Estrilda astrild (Linnaeus, 1758))
  - Estrilda astrild adesma Reichenow, 1916
  - Estrilda astrild angolensis Reichenow, 1902
  - Estrilda astrild astrild (Linnaeus, 1758)
  - Estrilda astrild cavendishi Sharpe, 1900
  - Estrilda astrild damarensis Reichenow, 1902
  - Estrilda astrild jagoensis Alexander, 1898
  - Estrilda astrild kempi Bates, 1930
  - Estrilda astrild macmillani Ogilvie-Grant, 1907
  - Estrilda astrild massaica Neumann, 1907
  - Estrilda astrild minor (Cabanis, 1878)
  - Estrilda astrild niediecki Reichenow, 1916
  - Estrilda astrild occidentalis Jardine & Fraser, 1851
  - Estrilda astrild peasei Shelley, 1903
  - Estrilda astrild rubriventris (Vieillot, 1823)
  - Estrilda astrild schoutedeni Wolters, 1962
  - Estrilda astrild sousae Reichenow, 1904
  - Estrilda astrild tenebridorsa Clancey, 1957
- Kappenastrild (Estrilda atricapilla J. Verreaux & E. Verreaux, 1851)
  - Estrilda atricapilla atricapilla J. Verreaux & E. Verreaux, 1851
  - Estrilda atricapilla avakubi Traylor, 1964
  - Estrilda atricapilla marungensis Prigogine, 1975
- Lavendelastrild (Estrilda caerulescens (Vieillot, 1817))
- Feenastrild (Estrilda charmosyna (Reichenow, 1881))
  - Estrilda charmosyna charmosyna (Reichenow, 1881)
  - Estrilda charmosyna kiwanukae Someren, 1919
  - Estrilda charmosyna pallidior Jackson, 1910
- Elfenastrild (Estrilda erythronotos (Vieillot, 1817))
  - Estrilda erythronotos delamerei Sharpe, 1900
  - Estrilda erythronotus erythronotus (Vieillot, 1817)
  - Estrilda erythronotos soligena Clancey, 1964
- Kandtastrild (Estrilda kandti Reichenow, 1902)
- Grünastrild (Estrilda melanotis (Temminck, 1823))
  - Estrilda melanotis bocagei (Shelley, 1903)
  - Estrilda melanotis melanotis (Temminck, 1823)
- Orangebäckchen (Estrilda melpoda (Vieillot,1817))
  - Estrilda melpoda melpoda (Vieillot, 1817)
  - Estrilda melpoda tschadensis Grote, 1922
- Schwarzzügelastrild (Estrilda nigriloris Chapin, 1928)
- Nonnenastrild (Estrilda nonnula Hartlaub, 1883)
  - Estrilda nonnula eisentrauti Wolters, 1964
  - Estrilda nonnula elizae Alexander, 1903
  - Estrilda nonnula nonnula Hartlaub, 1883
- Sumpfastrild (Estrilda paludicola Heuglin, 1863)
  - Estrilda paludicola benguellensis Neumann, 1908
  - Estrilda paludicola marwitzi Reichenow, 1900
  - Estrilda paludicola ochrogaster Salvadori, 1897
  - Estrilda paludicola paludicola Heuglin, 1863
  - Estrilda paludicola roseicrissa Reichenow, 1892
  - Estrilda paludicola ruthae Chapin, 1950
- Schwarzschwanzastrild (Estrilda perreini (Vieillot, 1817))
  - Estrilda perreini perreini (Vieillot, 1817)
  - Estrilda perreini poliogastra Reichenow, 1886
  - Estrilda perreini torrida Clancey, 1974
- Anambraastrild (Estrilda poliopareia (Reichenow, 1902))
- Gelbbauchastrild (Estrilda quartinia Bonaparte, 1850)
  - Estrilda quartinia kilimensis (Sharpe, 1890)
  - Estrilda quartinia quartinia Bonaparte, 1850
  - Estrilda quartinia stuartirwini Clancey, 1969
- Zügelastrild (Estrilda rhodopyga Sundevall, 1850)
  - Estrilda rhodopyga centralis Kothe, 1911
  - Estrilda rhodopyga rhodopyga Sundevall, 1850
- Jemenastrild (Estrilda rufibarba (Cabanis, 1851))
- Cinderellaastrild (Estrilda thomensis Sousa, 1888)
- Grauastrild (Estrilda troglodytes (Lichtenstein, 1823))

## Belege

### Einzelbelege
1. ↑  Nicolai et al., S. 254.
2. ↑  Nicolai et al., S. 258.
3. ↑   Birdlife species factsheet zum Schwarzzügelastrild, aufgerufen am 18. Juni 2010
4. ↑  BirdLife Factsheet zum Anambraastrild, aufgerufen am 18. Juli 2010
5. ↑  Nicolai et al., S. 252.
6. ↑  Estrilda bei Avibase